# 15224 Penttilä
(15224) Penttila, denumire internațională (15224) Penttilä, este un asteroid din centura principală de asteroizi.

## Descriere
15224 Penttilä este un asteroid din centura principală de asteroizi. A fost descoperit pe 15 mai 1985 la Stația Anderson Mesa de Edward L. G. Bowell. Asteroidul prezintă o orbită caracterizată de o semiaxă mare de 2,42 ua, o excentricitate de 0,24 și o înclinație de 12,3° în raport cu ecliptica.